# 安東尼·加托
安東尼·加托是擁有數項雜技世界紀錄的知名雜技師，他被認為是世界上技術最強的雜技師之一。加托於 1973 年出生於曼哈頓，而在馬里蘭州長大。他從小便是天才，且在九歲就被公認達到了世界級雜技師的水準。 （页面存档备份，存于）
加托也是目前唯一獲得蒙地卡羅金小丑獎殊榮的雜技師。
加托目前正準備為太陽馬戲團在 2006 與 2007 年演出。

## 招式
他目前擁有丟擲最多環每個各接到至少兩次的世界紀錄，他也和其他人共同創下任何類型的雜技（環）中最多物件的紀錄，以及最多根棒子的紀錄。 （页面存档备份，存于） 同時在這些項目中他也擁有維持最久的世界紀錄： （页面存档备份，存于）
- 環
  - 9 個環接了 235 下，2005。
  - 10 個環接了 27 下，2001。
  - 11 個環接了 15 下，2000。
  - 12 個環接了 12 下，1993。
- 棒
  - 7 根棒丟了 4 分 13 秒，2005。
  - 8 根棒接了 16 下。
- 球
  - 7 顆球丟了 10 分 12 秒，2005。
  - 8 顆球丟了 1 分 12 秒。
  - 9 顆球接了 235 下，2005。

加托也表演過一些截至目前為止最困難的雜技招式，例如七根棒子的七上迴旋（7-up pirouette）。他主要是以棒子為主，且經常在頭上一邊彈著一顆球。他也有丟環跟球，並且偶爾也玩用嘴噴乒乓球的把戲。

## 外部連結
- AnthonyGatto.com （页面存档备份，存于） - 安東尼·加托官方網站